# 창수면 (영덕군)
창수면(蒼水面)은 대한민국 경상북도 영덕군의 면이다. 넓이는 152.29km2이고, 인구는 2012년 기준으로 1,954명이다.

## 변천 과정
- 고려시대 예주 관하
- 1331년 덕원소도호부 관하
- 1413년 영해부 관하
- 1895년 영해군 오서면, 서면
- 1914년 영덕군 창수면

## 행정 구역
- 수리
- 가산리
- 갈천리
- 미곡리
- 보림리
- 백청리
- 신기리
- 신리리
- 오촌리
- 인량리
- 인천리
- 삼계리
- 창수리

## 교육 기관
- 창수초등학교
  - 인천분교
  - 오촌분교 (폐교) - 창수면 오촌리 244-1